# Ririkumutima
Mwamikazi Nidi Ririkumutima Bizama hitanzimiza Mwezi (mất ngày 28 tháng 7 năm 1917) là nữ hoàng nhiếp chính Burundi từ năm 1908 đến khi bà qua đời.

## Cuộc sống sớm và gia đình
Ririkumutima được sinh ra vào giữa thế kỷ XIX tại Vương quốc Burundi, con gái thứ ba của tù trưởng Sekawonyi của gia tộc Watussi Munyakarama bởi vợ ông Inankinso. Một trong mười ba người vợ của Mwezi Gisabo (khoảng năm 1850 - 1908), vua Burundi, Ririkumutima đã sinh được ba bà con gái và sáu người con trai.

## Sự nghiệp chính trị
Vị vua già Mwezi qua đời năm 1908. Ririkumutima lo lắng bảo đảm rằng sự kế vị hoàng gia sẽ truyền sang một trong những người con trai của bà. Nhận thức được rằng một người vợ khác, Ntibahinya, đã giành được sự ưu ái và ngai vàng dường như được truyền cho con trai của Ntibahinya, Mbukije, Ririkumutima sắp xếp cho vụ ám sát Ntibahinya. Sau đó, bà tuyên bố trên toàn vương quốc rằng bà là mẹ của Mbukije và do đó là mẹ của nữ hoàng chính nghĩa. Mặc dù được biết đến rộng rãi rằng Ririkumutima không phải là mẹ ruột của Mbukije, nhưng tiểu thuyết này đã được chấp nhận và bà phục vụ như một nhiếp chính trong suốt triều đại của Mbukije là Mutaga IV Mbikije và triều đại của Mwambutsa IV.
Vai trò của nữ hoàng mẹ (Mugabekazi) là một người rất được kính trọng trong xã hội Burundi; điều này, cùng với sự nhạy bén chính trị của Ririkumutima khiến bà trở thành một sự hiện diện ghê gớm. Những người con trai khác của bà đã trở thành những người đứng đầu quan trọng trong tầng lớp quý tộc địa phương.

### Quan hệ với chính quyền thực dân châu Âu
Mặc dù Burundi đã trở thành thuộc địa của Đức như một phần của Đông Phi Đức vào năm 1890, quyền lực thuộc địa không chiếm được hoặc kiểm soát khu vực này một cách hiệu quả. Năm 1916 trong Thế chiến I, quân đội Bỉ đã xâm chiếm và chiếm đóng khu vực.

Những người châu Âu đầu tiên gặp Ririkumutima mô tả bà là: 
carried by bearers on her litter from one royal residence to another and [someone who] personally dealt with the kingdom's affairs. In her visits to the European authorities, this slow-speaking woman, incapable of a movement, showed herself to be as intelligent, as energetic and more stubborn than all the princes in her entourage.— R. Bourgeois, Banyarwanda et Barundi, (1954), p. 54

## Tử vong
Ririkumutima chết tại Gitega vào ngày 28 tháng 7 năm 1917.